# Сергеевский, Николай Дмитриевич
Никола́й Дми́триевич Сергее́вский (1849—1908) — русский юрист, государственный и общественный деятель, первый председатель Русского окраинного общества. Тайный советник.

## Биография
Родился 7 (19) октября 1849 года в селе Болчино Порховского уезда Псковской губернии, в родовом дворянском поместье.
В 1861 году поступил в Псковскую гимназию, по окончании которой в 1868 году с золотой медалью, поступил на юридический факультет Санкт-Петербургского университета. В 1872 году окончил университет со степенью кандидата прав и был оставлен на кафедре уголовного права со стипендией из капитала Демидовых. В 1874 году был назначен исправляющим должность доцента в Демидовском юридическом лицее. С 1880 года, после защиты магистерской диссертации «О значении причинной связи в уголовном праве» — экстраординарный профессор кафедры уголовного права Демидовского лицея.
С 1 сентября 1882 года состоял адъюнкт-профессором по кафедре уголовного права и судопроизводства в Военно-юридической академии (с ноября 1890 — ординарный профессор; преподавал до 1894 года) и с ноября 1882 года доцентом (с 1884 — экстраординарный профессор) Петербургского университета, совмещая эти должности с преподавательской деятельностью в Императорском Александровском лицее (с 1882 по 1895 годы).
В 1887 году стал деканом юридического факультета Санкт-Петербургского университета, в 1888 году защитил докторскую диссертацию «Наказание в русском праве XVII в.». В 1889 году стал ординарным профессором Петербургского университета. В 1890—1892 годах издавал журнал «Юридическая летопись»
С 1893 года — помощник статс-секретаря, с 1896 года — действительный статский советник, с 1897 года — статс-секретарь Государственного совета и управляющий отделением Свода законов Государственной канцелярии, где занимался систематизацией финляндских законов.
С 1903 года — заслуженный профессор, с октября 1904 года — тайный советник и сенатор, с мая 1906 года — член Государственного совета. Из наград имел ордена Св. Анны 1-й степени, Св. Станислава 1-й степени и Св. Владимира 3-й степени.
В начале 1900-х годов вступил в Русское собрание. В 1907 году стал одним из учредителей и первым председателем Русского окраинного общества, разработал его устав.
В Псковской губернии у него было 330 десятин родовой земли; кроме этого приобретено в Санкт-Петербургской губернии имение в 23 десятины.
Умер 25 сентября (8 октября) 1908 года. Похоронен на Смоленском православном кладбище (через дорожку, напротив могилы Н. М. Коркунова).

## Семья
Был женат на Анне Ивановне Дитятиной. Их сыновья:
- Борис (1883—1976), полковник Генерального штаба, участник Белого движения.
- Дмитрий (1886—?)

## Цитаты
…Враг на окраинах поднял голову потому, что завелся враг внутренний, и русские люди должны образовывать чуть ли не тайные общества для защиты русской национальности и русской государственности от собственных, когда-то покорённых дедами, инородцев. Победители, если не превратились ещё в побежденных, то оказались какими-то сконфуженными, виноватыми… Слова: «русский», «истинно-русский» не более как два года тому назад [в годы революции 1905—1907 — примечание], употреблялись в качестве слов ругательных; над словом «патриот» глумятся печатно профессора в академических изданиях. Так называемое «освободительное движение» окрашено было сплошь отрицанием русского национального чувства, притом только русского, а не польского, и не финского, и не еврейского. Все эти народы и народцы имели право на национальное чувство и его подъём; только русский национализм не признавался — его объявляли или «ремеслом и промыслом», или «неврастенией». 